# NGC 5466
NGC 5466 es un cúmulo globular de clase XII en la constelación de Boötes, localizado a 51900 años luz (al) de la Tierra y a 52800 del centro galáctico. Fue descubierto por William Herschel el 17 de mayo de 1784. Esta clase de cúmulos estelares contienen una rama horizontal de estrellas, mayor que en otros cúmulos globulares. Se dice que en este cúmulo globular hay una corriente estelar, esta característica se descubrió en 2006. 

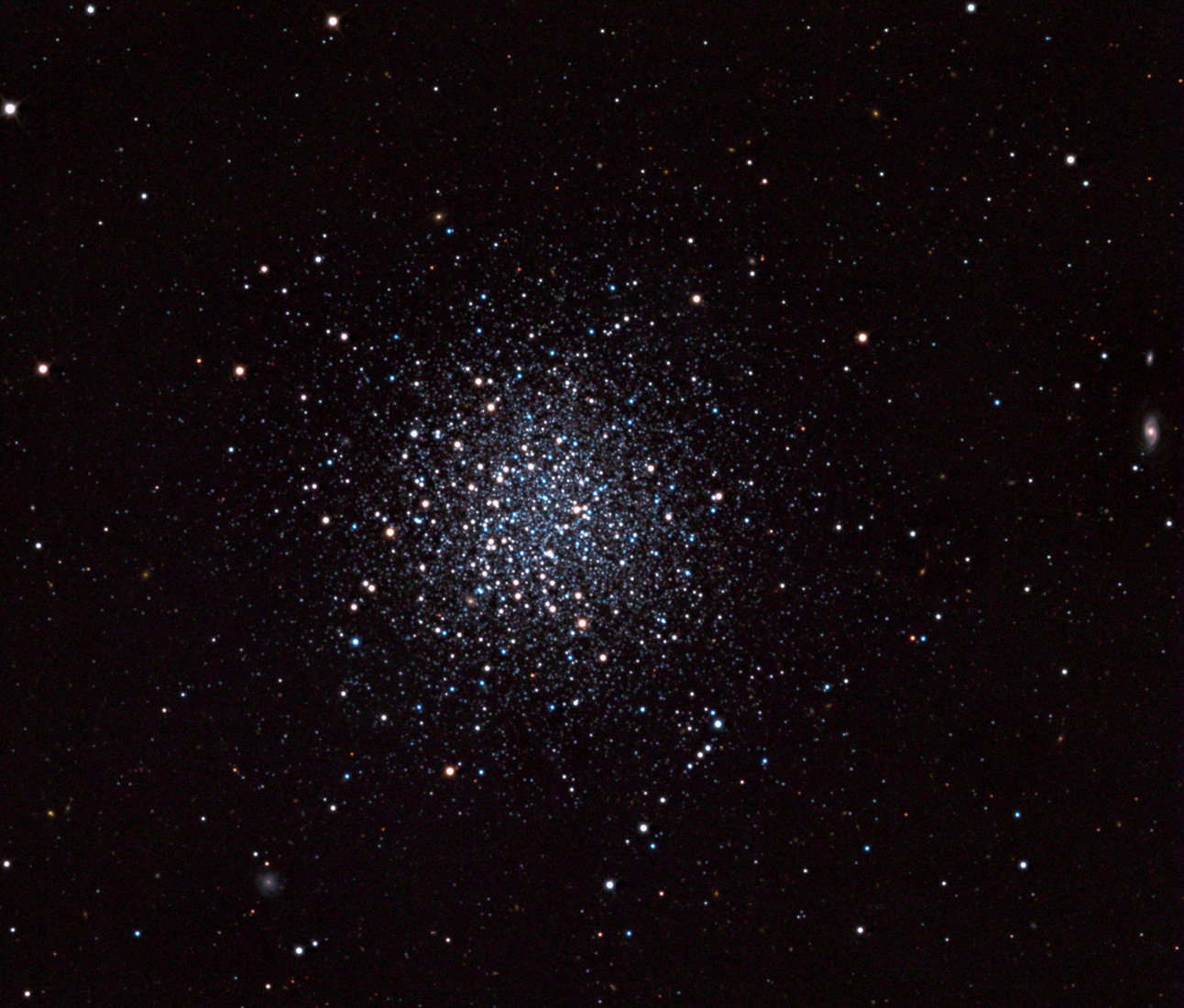
Imagen del cúmulo con un telescopio de 32 pulgadas